# Il principe e il povero (film 1990)
Il principe e il povero (The Prince and the Pauper) è un film d'animazione del 1990 diretto da George Scribner. È un cortometraggio animato della serie Mickey Mouse, prodotto dalla Walt Disney Pictures e uscito negli Stati Uniti il 16 novembre 1990, distribuito dalla Buena Vista Pictures. Ispirato al romanzo omonimo di Mark Twain, fu l'ultimo utilizzo della Disney del processo Xerox, che lo studio aveva usato per tre decenni. Il film uscì insieme a Bianca e Bernie nella terra dei canguri. Nel maggio del 1992 ne fu pubblicato un adattamento a fumetti nei numeri 1903 e 1904 di Topolino con i disegni di Sergio Asteriti. Venne anche distribuito nelle sale nel Regno Unito con Koda, fratello orso nel 2003.

## Trama
Inghilterra, XVI secolo. Il buono e saggio re d'Inghilterra governa il paese con molta bontà, ma purtroppo cade gravemente ammalato, e il capitano delle guardie, l'avido e spietato duca Pietro Gambadilegno, saccheggia e terrorizza il popolo del regno, rubando il cibo e gli averi degli abitanti, dicendo di farlo nel nome del re. Topolino e Pippo sono due mendicanti che insieme a Pluto, il cane di Topolino, cercano di ottenere i soldi per un po' di cibo. Un giorno, vicino a loro, passa il carro del capitano Pietro, pieno di cibo rubato ai cittadini di Londra: Pluto insegue il carro e rimane chiuso nel castello, Topolino va a riprenderlo e il soldato di guardia gli apre subito il portone, scambiandolo per il principe.
Intanto il vero principe sta seguendo la lezione del suo noioso maestro, Orazio Cavezza, deridendo nel frattempo il suo valletto Paperino: questo lo incolpa per avergli fatto un sacco di dispetti, risponde e l'arrabbiato Orazio caccia via il valletto. Poco dopo il principe sente da fuori un trambusto: è il capitano Pietro che ha catturato Topolino e Pluto. Il principe ordina che Topolino gli venga portato immediatamente. Così Pietro spedisce Topolino nel castello e sbatte Pluto fuori dal castello. Così Topolino incontra il principe, che è completamente identico a lui. Il principe, annoiato dalla sua vita, si accorge della somiglianza e propone di scambiarsi i ruoli. Poco prima di lasciare il castello, il principe rassicura Topolino dicendogli che se per caso ci siano problemi, tutti potranno riconoscerlo dal suo anello. Così il principe, vestito da mendicante, esce dal castello e incontra Pluto e Pippo.
Mentre Topolino ha dei problemi con gli studi del principe, quest'ultimo non si abitua subito alla selvaggia vita da mendicante. In seguito il principe assiste a una delle razzie compiute nel nome del re: ferma la carrozza dell'approvvigionatore reale mostrando il suo anello e distribuisce il cibo al pubblico, ma i soldati di Pietro tentano di fermarlo, e lui scappa con l'aiuto dei cittadini e di Pippo. Nel frattempo, il capitano Pietro viene a sapere che il principe è in città nelle vesti di Topolino e si è reso conto delle gravi condizioni in cui il regno versa a causa delle sue ruberie, così progetta un piano diabolico per sbarazzarsi di lui. Topolino, vestito come il principe, viene chiamato dal re morente, che gli fa promettere che prenderà il suo posto sul trono (Topolino non riesce a dirgli dello scambio). Dopo che il re muore, il capitano Pietro obbliga Topolino a diventare re sotto i suoi ordini, minacciando di uccidere Pluto altrimenti.
Nel frattempo, il vero principe sente le campane che annunciano la morte di suo padre, e si appresta a tornare subito a palazzo subito dopo essersi fatto riconoscere da Pippo. Ma il capitano Pietro lo sbatte in prigione assieme a Paperino per aver mostrato l'anello reale all'approvvigionatore reale, proprio mentre l'incoronazione inizia. Per fortuna alla prigione arriva Pippo, che riuscendo a fingersi il boia, mette fuori combattimento il soldato di guardia, dopodiché libera Paperino e il principe. I tre corrono subito alla sala di incoronazione. Topolino decide di ribellarsi agli ordini di Pietro e ordina di arrestarlo ma Pietro ordina ai suoi uomini di eliminare Topolino rivelando che è un impostore. Prima che la situazione degeneri il principe arriva prima e inizia il combattimento. La lotta si rivela dura, ma alla fine Pietro e i suoi soldati, dopo essere rimasti intrappolati in un lampadario, rotolano verso la vetrata della stanza e sfondandola precipitano giù dal castello. Il principe viene incoronato re d'Inghilterra, e con Topolino e Pippo al suo fianco come suoi ministri, regna per molti anni con giustizia e compassione per tutti.

## Distribuzione

### Data di uscita
Le date di uscita internazionali sono state:
- 16 novembre 1990 negli USA
- 4 luglio 1991 in Australia
- 11 ottobre 1991 nel Regno Unito
- 12 ottobre 1991 in Emirati Arabi Uniti
- 8 dicembre 1991 in Italia

### Doppiaggio italiano
L'edizione italiana del corto è stata curata dalla Royfilm srl e con la supervisione dei dialoghi italiani curata da Andrea De Leonardis. Il doppiaggio italiano, diretto da Gil Baroni, fu eseguito negli stabilimenti Fono Roma con le voci del Gruppo Trenta. I testi delle canzoni e la direzione musicale vennero affidati ad Ermavilo e Pietro Carapellucci.

### Edizioni home video

#### VHS
In Italia il film è uscito in VHS nel marzo 1992 distribuito da Walt Disney Home Video in collaborazione con Buena Vista Home Video.

#### DVD
Il cortometraggio è incluso nei DVD Walt Disney Treasures: Topolino star a colori - Vol. 2; 3, 2, 1... è Natale! e Le Fiabe Disney Vol 1. Solo nel primo di questi è però presente nel suo formato originale.